# Chelifera prectoria
Chelifera prectoria är en tvåvingeart som först beskrevs av Fallen 1816.  Chelifera prectoria ingår i släktet Chelifera och familjen dansflugor. Inga underarter finns listade i Catalogue of Life.